# Dave (ORF)
Dave ist eine österreichische Fernsehserie, die seit dem 23. Oktober 2018 auf ORF 1 ausgestrahlt wird und seit dem 12. Februar 2024 auf Netflix verfügbar ist.

## Handlung

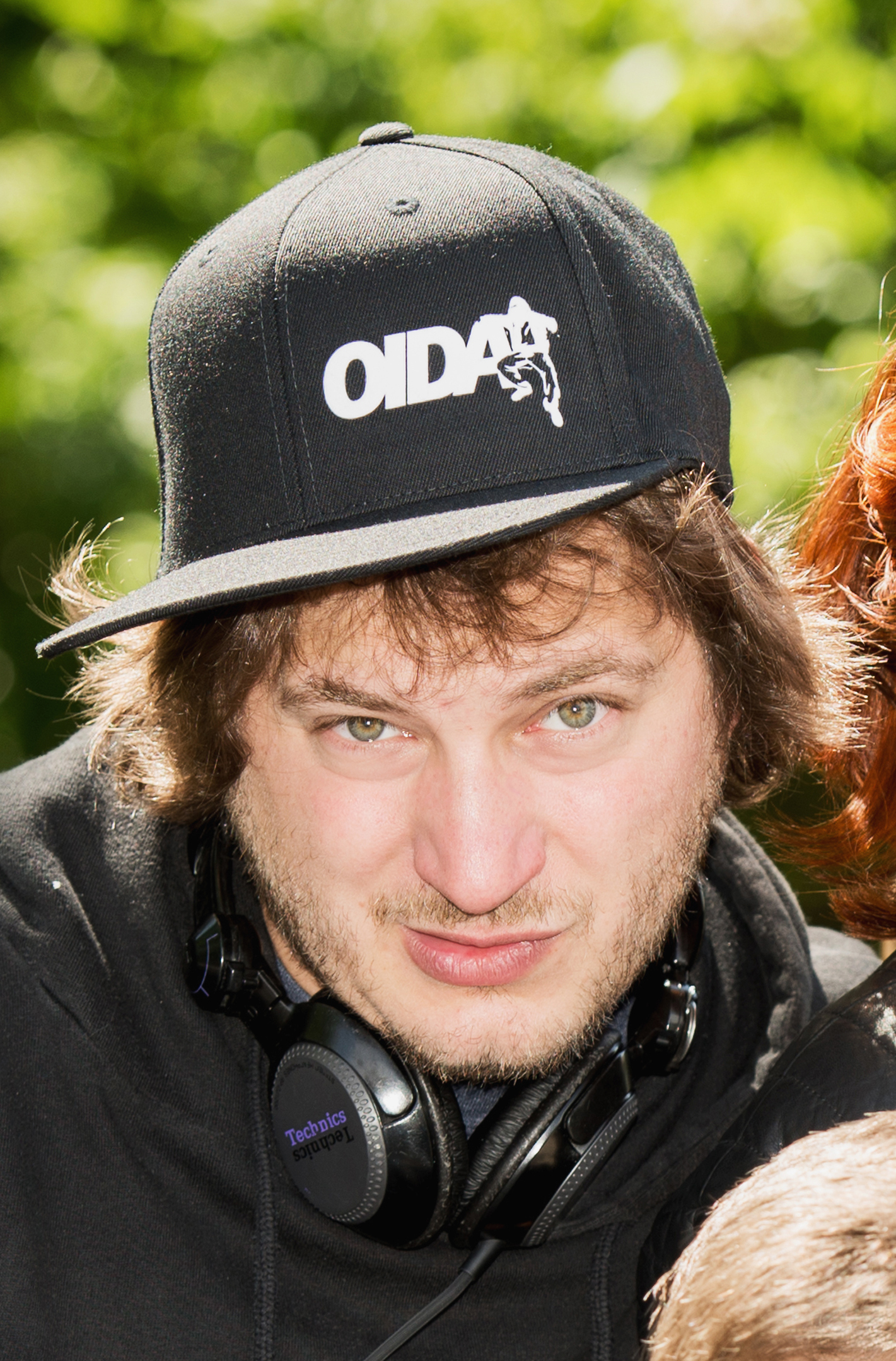
David Scheid

Staffel 1: Die Mockumentary „Dave“ stellt den gleichnamigen Nichtsnutz vor, der einst als ORF-Reporter scheiterte und nun als Influencer durchstarten möchte. Der verwöhnte Sohn reicher Eltern sieht es auf Ruhm und Geld ab – „nichts leisten, aber alles erreichen wollen“. Der junge Filmemacher Jan Nikolaus sieht hier die Chance, ein zeitgeschichtlich bedeutendes Werk zu produzieren, und begleitet Dave in seinem Alltag. Dave wittert darin eine Win-Win-Situation, wäre da nicht seine Mutter, die an Daves 30. Geburtstag zum ersten Mal die Notbremse zieht und ihm ein Ultimatum stellt. Dave muss sein Leben endlich auf die Reihe kriegen, sonst verliert er die von seiner Mutter gesponserte Wohnung. Auf der Suche nach einem Koffer mit ominösem Inhalt, den Dave für seine Mutter beschaffen soll, verschlägt es Jan und Dave auf einen chaotischen Roadtrip durch ganz Österreich.
Staffel 2: In der ersten Folge lebt Dave seit drei Wochen in Jans Wohnung. Die Geschichte beginnt damit, dass Dave einen Brief erhält und Jan von seinem „worldhit-wonder“ Beat erzählt, den er letzte Nacht im Suff kreiert hat und einem großen Musiklabel präsentieren möchte. Leider taucht Christian Clerici mit einem Durchsuchungsbefehl auf und beschlagnahmt Daves Laptop mit dem Beat. Die einzige Kopie des Beats ist in der Familycloud gespeichert, doch Dave erinnert sich nicht an das Passwort. Sein flüchtiger Vater, der das Passwort kennt, bittet Dave, ein bestimmtes Auto verschrotten zu lassen, was Dave in letzter Sekunde aber verhindert. Es entfaltet sich ein Roadtrip durch Italien und Österreich, auf der Suche nach dem Beat.

## Entstehung und Veröffentlichung
| Staffel | Folgen | Premiere      | Finale        |
| ------- | ------ | ------------- | ------------- |
| 1       | 9      | 23. Okt. 2018 | 22. Dez. 2020 |
| 2       | 8      | 07. Nov. 2023 | 19. Dez. 2023 |

Hergestellt wird die Serie von Mutterschifffilm. Die ersten beiden Folgen wurden 2018 im Rahmen der ORF1 „DIE.NACHT – PopUp“ Reihe produziert, in der 3 neue Formate der nächsten Generation satirischer Unterhaltung präsentiert wurden. 2020 kündigte der ORF an, dass 6 weitere Folgen in Produktion seien, und somit die erste Staffel komplettiert wird. Die Dreharbeiten dazu starteten im August 2020, Erstausstrahlung der neuen Folgen war von 17. November bis 22. Dezember 2020. Anfang 2023 wurde bekannt, dass Dave zum Ende des Jahres eine zweite Staffel erhält, die von 7. November 2023 bis 19. Dezember 2023 erstausgestrahlt wurde.

## Besetzung
| Figur                   | Darsteller              |
| ----------------------- | ----------------------- |
| Dave Influenzer         | David Scheid            |
| Jan Nikolaus            | Jan Frankl              |
| Christian Clerici       | Christian Clerici       |
| Sascha                  | Oska Melina Borcherding |
| Daves Mutter            | Johanna Orsini          |
| Daves Vater             | Marcus Ganser           |
| Diana                   | Nancy Mensah-Offei      |
| Weirdo                  | Georg Rauber            |
| Türsteher/Gärtner       | Markus Achatzi          |
| Schläger/Ehemann        | Patric Monté            |
| Polizist                | Werner Sobotka          |
| Wäsche-Lady             | Brigitte Sagmeister     |
| Benedikt Mitmannsgruber | Benedikt Mitmannsgruber |
| Barbara                 | Athena Lang             |
| Don Manni               | Manni Laudenbach        |
| Sonie Music Big Boss    | Josef Hader             |